# Nikołaj Pawłow (polityk)
Nikołaj Angełow Pawłow, bułg. Николай Ангелов Павлов (ur. 9 lutego 1975 w Dimitrowgradzie) – bułgarski menedżer związany z sektorem energetycznym, w 2017 minister energetyki.

## Życiorys
Studiował finanse i międzynarodowe stosunki gospodarcze na Uniwersytecie Gospodarki Narodowej i Światowej. Był dyrektorem i członkiem zarządu w koncernie energetycznym Nacionałna elektriczeska kompanija EAD oraz w elektrowni KonturGłobał Marica Iztok 3, zasiadał w radzie nadzorczej firmy hydrotechnicznej Gorna Arda. Zajmował stanowiska dyrektora finansowego i od 2016 dyrektora generalnego w Bułgargazie. W styczniu 2017 został ministrem energetyki w technicznym rządzie Ognjana Gerdżikowa. Później powrócił do wykonywania obowiązków dyrektora generalnego Bułgargazu. Został odwołany z tego stanowiska w 2022.
Żonaty, ma jedno dziecko.